# ثيوصوفية مسيحية

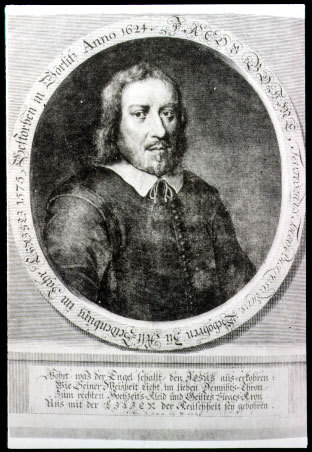

الثيوصوفية المسيحية، المعروفة أيضًا بالثيوصوفية البوهيمية والثيوصوفيا، تشير إلى مجموعة من الاعتبارات داخل المسيحية والتي تركز على بلوغ المعرفة الواضحة والحقيقية لطبيعة الألوهية وأصل الكون وغايته. جرى وصفها كفلسفات صوفية. تُعتبر الثيوصوفية جزءًا من الباطنية الغربية، التي تؤمن بأن خبايا الماضي القديم من المعرفة أو الحكمة تقدم طريقًا إلى التنوير والخلاص.
تنتمي الثيوصوفية المسيحية في جوهرها إلى التراث اليهودي المسيحي. يُعزى إيجاد الثيوصوفية المسيحية بشكل أساسي إلى الفيلسوف الألماني جايكوب بوهمه. كانت القبالة (القبلانية) اليهودية أيضًا من الأمور التي كوّنت الثيوصوفية المسيحية عند بوهمه وما بعده.
في عام 1875، اتُخذ مصطلح «الثيوصوفية» وأُعيد إحياؤه من قِبل المجتمع الثيوصوفي، وهو منظمة باطنية ولّدت حركة روحية دُعيت بالثيوصوفية أيضًا. في القرن العشرين، أصبحت الثيوصوفية موضوع دراسة لعديد من الباحثين في مجال الباطنية الغربية. 

## التطور التاريخي
في القرنين السابع عشر والثامن عشر، ظهرت الثيوصوفية المسيحية وحركة التقوية استجابة لعقيدة الإصلاح اللوثري. 
لا أكتب بالطريقة الوثنية، لكن بالطريقة الثيوصوفية. - جايكوب بوهمه.
ساهم عمل المتصوف المسيحي الألماني جايكوب بوهمه (1575 – 1624) في القرن السابع عشر بشكل كبير في انتشار استخدام كلمة «الثيوصوفية»، رغم أن بوهمه نادرًا ما استخدم هذه الكلمة في كتاباته. استند هذا الانتشار على عنوان بعض من أعماله، لكن يبدو أن هذه العناوين قد اختيرت من قِبل المحررين أكثر مما اختيرت من قِبل بوهمه. أيضًا، أعطى بوهمه كلمة «ثيوصوفيا» معنى محددًا، مما يوضح  أنه لم يكن يدمج الطبيعة مع الله. وُصف عمل بوهمه بكونه «تأسيسي» للثيوصوفية المسيحية. كان هنالك عدد قليل نسبيًا من الثيوصوفيين (أتباع الثيوصوفية) في القرن السابع عشر، لكن كان العديد منهم غزيري الإنتاج. خارج ألمانيا، كان هنالك أيضًا ثيوصوفيون من هولندا وإنجلترا وفرنسا، منهم: يان بابتست فان هيلمونت (1618 – 1699)، وروبرت فلاد (1574 – 1637)، جون بورداج (1608 – 1681)، جاين ليد (1618 – 1704)، هنري مور (1614 – 1687) بيير بواريه (1646 – 1719) وأنتوانيت بورينيون (1616 – 1680). كثيرًا ما تقصى أتباع الثيوصوفية في تلك الفترة عن الطبيعة مستخدمين طرق التفسير التي تقوم على أسطورة أو وحي معينان، مستعينين بالخيال الخصب بهدف استخلاص معاني رمزية وواصلوا السعي إلى المعرفة من أجل الفهم الكامل لهذه الأسرار. في عمل أثانيسيوس كيرتشر أوديبوس أجيبتياكوس (أوديب المصري) (1652)، حدد كيرتشر كلمة ثيوصوفيا للميتافيزيقيا المرتبطة بمصر القديمة، وإلى الأفلاطونية المحدثة، وهكذا أعطى الكلمة مرة أخرى أحد معانيها الأكثر قبولًا، والتي هو الميتافيزيقيا السماوية.
في القرن الثامن عشر، أصبحت كلمة ثيوصوفيا مستخدمة على نطاق واسع بين بعض الفلاسفة. لكن، كان مصطلح «الثيوصوفيا» ما زال «غائبًا عمليًا» خلال القرن الثامن عشر في القواميس والموسوعات، إذ بدأ بالظهور أكثر فأكثر في بداية النصف الثاني من القرن التاسع عشر. استخدم الثيوصوفيون أنفسهم الكلمة بشكل ضئيل، على الأقل لحين منتصف القرن التاسع عشر. أدرج يوهان جايكوب براكر (1696 – 1770)  فصلًا طويلًا حول الثيوصوفيا في عمله الضخم التاريخ النقدي للفلسفة (1741). كما أدرج أتباع الثيوصوفية جنبًا إلى جنب مع أتباع تيارات أخرى في الباطنية، والذي كان حينها مرجعًا معياريًا في تاريخ الفلسفة. بحلول القرن الثامن عشر، كانت كلمة ثيوصوفيا تستخدم عادةً بالاقتران مع الحكمة الكونية. يُعد مصطلح الثيوصوفيا مخصصًا بشكل أصح إلى العملية النقيضة للتفكر بالإله في سبيل اكتشاف مضمون الكون المادي (الملموس).
في إنجلترا، شكّل روبرت هيندمارش، صاحب مطبعة ذو خلفية ميثودية، «جمعية ثيوصوفية» عام 1783، لترجمة وطباعة وتوزيع كتابات سفيدنبوري. أُعيدت تسمية هذه الجمعية عام 1785 إلى «الجمعية البريطانية لنشر تعاليم الكنيسة الجديدة»، التي تتكون من المعتقدات السفيدنبورية. في فرنسا، أعطى دينس ديديرو كلمة الثيوصوفيا اهتمامًا أكبر من الموسوعيين الآخرين في تلك الفترة من خلال إدراج مقالة عنها في موسوعته، التي نُشرت خلال عصر التنوير الفرنسي. تناولت المقالة بمعظمها أعمال براكلسوس وانتحلت «التاريخ النقدي للفلسفة» لبراكر بشكل أساسي.
تَبِعَت مجموعات مثل الأخوية المارتينية التي أسسها بابوس عام 1891، التيار الثيوصوفي المقترِن بالتقليد الإسلامي المسيحي اليهودي والباطنية الغربية. ثيوصوفيون خارج المجتمعات التي نشأت وتطورت الثيوصوفية فيها، من ضمنهم أشخاص مثل فلاديمير سولوفيوف (1853 – 1900)، الذي وُصفت وجهات نظره كما يلي: «على الرغم من أن الفلسفة التجريبية والعقلانية ترتكزان على مبادئ خاطئة، فإنه يجري جمع أو شمل محتوياتهما الموضوعية وتجربتهما الخارجية - الذين هما ركيزة العلم الطبيعي والفكر المنطقي باعتبارهم أساس الفلسفة النقية - مع المعرفة الصوفية في ما يوصف «بالمعرفة المتكاملة»، وهو ما يعبر عنه سولوفيوف «الثيوصوفية»».  